# Chilesus
Chilesus is een vliegengeslacht uit de familie van de roofvliegen (Asilidae).

## Soorten
- C. geminatus Bromley, 1932